# 郭新耀
郭新耀（1971年2月—），男性，河北馆陶人，1993年6月加入中国共产党，1994年9月参加工作，中共河北省委党校法学专业毕业，在职研究生学历。中华人民共和国政治人物。

## 生平
郭新耀早年在河北大学信息管理系图书馆学专业学习，在校期间，他加入中国共产党，毕业后被分配到邯郸市丛台区文教局任职，历职政府办公室综合科科长、政府办公室副主任，中共涉县县委常委、农工委书记、宣传部部长，中共邯郸市委宣传部副部长、中共广平县委副书记、县长，中共曲周县委书记。2018年，调任张家口市，中共赤城县委书记，在任期间，他在脱贫攻坚战中作出了一定的贡献，因此在2021年2月25日全国脱贫攻坚总结表彰大会上被授予“全国脱贫攻坚先进个人”荣誉称号。
2021年8月，升任张家口市人民政府副市长，在任期间，主要主管张家口市民政、生态环境、农业农村、乡村振兴、水务、林业、草原、文化、广电、旅游、文物、供销、气象等方面工作。